# Vince McMahon
Vincent Kennedy McMahon (sinh ngày 24 tháng 8 năm 1945) là một doanh nhân và cựu đô vật chuyên nghiệp người Mỹ. Ông là đồng sáng lập (co-founder) và giữ phần lớn cổ phần của World Wrestling Entertainment, Inc.
Trong WWE, ông trong vai một đô vật cực kì khó tính và thâm độc. Đô vật này mang tên Mr. McMahon (dựa theo tên thật của ông). Đô vật này nắm quyền hành cao nhất, có thể điều khiển các đô vật khác theo ý mình. Mr. McMahon cũng từng nắm giữ 2 đai vô địch lớn nhất: Đai vô địch WWF và Đai vô địch hạng nặng thế giới ECW. Ông là người chiến thắng giải Royal Rumble năm 1999.